# Aderus barbicornis
Aderus barbicornis es una especie de insecto coleóptero de la familia Aderidae. Fue descrito científicamente por George Charles Champion en 1916.

## Distribución geográfica
Habita en la India.